# 开治酒店
36°3′48.6″N 120°19′7.2″E / 36.063500°N 120.318667°E
开治酒店旧址位于中国山东省青岛市市南区湖南路16号，建于1913年，最初为美国商人威廉·开治开设的酒店，后来曾长期为青岛市民政局办公楼，现为市南区一般不可移动文物。

## 历史
湖南路16号建于1913年，广包公司（F. H. Schmidt）承建，最初为美国商人威廉·开治（William Katz）开设的公寓式酒店。据考证，威廉·开治于第一次日占时期在青岛建有一家冷库，以出口冻肉为主业。1918年4月，开治与日本大仓组合作成立冷冻组合，并为驻菲律宾美国军队供应冷冻牛肉。
有资料称，抗战结束后，中国银行某高级职员以4000银元将该楼买下作为私宅。1962年春，青岛市民政局从胶澳总督府旧址迁至该楼办公。1990年代青岛市人民政府东迁后，民政局迁出该楼。此后该楼曾长期闲置。2000年，该建筑列入第一批青岛市历史优秀建筑。2011年，该楼曾经历翻修，此后曾为一家私营中医院所使用。2012年11月6日，该建筑列入市南区未核定为文物保护单位的不可移动文物（一般不可移动文物）名录。2016年，该楼再次经历装修，此后改为酒店至今。

## 建筑特色
开治酒店旧址建筑面积1260.29平方米，平面呈不规则形状，地上2层，地下1层，有阁楼，砖石木结构。花岗岩蘑菇石砌墙基，正立面朝南面海，主入口位于东南角，建有花岗岩台阶、门廊与阳台，一层、二层中央开券式内阳台，檐口两翼起曲线山墙，屋顶为红色牛舌瓦坡屋顶。楼内设大小宴会厅、厨房、储藏室、浴室等房间，室内铺松木地板，设有旋转式木制扶梯，天花板有雕花藻井和装饰线脚，房间宽敞明亮，视野开阔。

## 图集
- 开治酒店北立面旧影
- 开治酒店旧址北立面，2019年12月
- 开治酒店旧址北立面，2021年2月